# Provincia de Padilla
La provincia de Padilla fue una de los primigenias provincias del Estado Soberano del Magdalena (Colombia). Fue creada por medio de la ley del 21 de noviembre de 1857, que la segregó de la provincia de Riohacha, y transformada en departamento en 1864. Tuvo por cabecera a la ciudad de Riohacha.
Perteneció al Estado Soberano del Magdalena y gozó de una creciente economía, además de desempeñar un papel importante en el liberalismo radical del país a finales del siglo XIX.

## Toponimia
El nombre obedece al almirante José Prudencio Padilla, prócer independentista oriundo de Riohacha cuando era conocida como Río del Hacha en el siglo XVIII. La provincia cambió su nombre en 1858.

## Historia
La provincia de Río del Hacha fue fundada bajo el dominio colonialista español a mediados del siglo XVIII, se conoció como Riohacha en el siglo XIX y formó parte de la efímera Gran Colombia. Antes de morir Simón Bolívar, se aseguró de que existiera la unidad entre las provincias que conformaron la Primera República; así la provincia de Riohacha hizo parte de la República de la Nueva Granada.
En 1858, se produce la unificación de las provincias para conformar estados federales y así constituir la llamada Confederación Granadina. Es entonces cuando se crea la provincia de Padilla unificada con las provincias de Valledupar, Santa Marta y Tenerife, para dar origen al Estado Soberano del Magdalena.
Para 1863 se reconstituye el país, y sus ocho estados federales pasan a ser nueve estados soberanos dando origen a los Estados Unidos de Colombia, con capitales estatales y una federal, siendo la del Magdalena la ciudad de Santa Marta.

### Resistencia indígena
La provincia de Padilla sufría de forma constante el asedio de los wayúu o guajiros. Este pueblo amerindio se resistíó a ser gobernado por cualquier potencia colonialista europea y también por el gobierno postcolonial europeo que quería adjudicarse sus territorios.
Los wayúu provocaban asaltos, ataques, motines y sabotaje en la provincia, convirtiéndola en un foco de desorden público, inseguridad e ingobernabilidad. Las autoridades estatales ejercían poco control sobre las zonas donde sí funcionaba la jurisdicción normal, lo que ocasionaba que los habitantes cometieran crímenes.
La lucha entre los guajiros y criollos llegaba a las instancias de crear grupos de búsqueda y asalto con tal de perseguir a los indios más feroces que vandalizaban la región.

### Secesión de La Guajira
En 1871, el gobierno federal decide separar a La Guajira de la Provincia de Padilla y por consiguiente del Estado Soberano del Magdalena, para erigirla como Territorio Nacional.
Los Territorios Nacionales eran entidades subnacionales de categoría secundaría administrados por el gobierno federal, pero pertenecían a la jurisdicción del Estado soberano. Sin embargo esta era otra «apariencia política» que se quería reflejar, pues las autoridades estatales no ejercían ningún gobierno sobre esos territorios; esto era para no causar convulsiones políticas internas con el Estado soberano.

### Disolución
Tras el ascenso del partido conservador en los Estados Unidos de Colombia, se proclama una nueva constitución en 1886 que estableció un gobierno centralizado y unitario, creando así a la República de Colombia derogando a los Estados soberanos en sus funciones, y convirtiéndolos en Departamentos sujetos a completa administración del gobierno central.
Es de esta forma por lo cual, la Provincia de Padilla desaparece como entidad subnacional de categoría secundaria, y queda por completo sin un marco jurídico, administrada en primera instancia por la clase dirigente de la ciudad de Santa Marta, capital del entonces Departamento del Magdalena.

## Economía
Tras la abolición del sistema esclavista en 1851 y cumplida en 1852, muchas familias de libertos representaron la mano de obra rural, pobre y carente de financiación, pero que abastecía de alimentos a Riohacha, que era la única ciudad y asentamiento poblacional importante de la zona.
Por lo general, el presupuesto estatal beneficiaba a Santa Marta, en detrimento de la provincia, que solo recibía miserias que lograban acaparar los miembros de la clase dirigente, pudientes familias que solo aseguraban sus interés económicos. Estos eran los dueños de microempresas comerciales, que abarrotaban sus locales con productos importados de contrabando.

### El comercio y el «contrabando»
Las actividades principales eran la agricultura, el comercio y las importaciones de productos, a estas se les llamaban contrabando en muchas ocasiones.
El contrabando representó uno de los problemas aduaneros para las autoridades estatales y federales, pues no beneficiaba de ninguna forma a las familias pudientes que procedían del dominio colonialista europeo como productoras del monopolio económico español, que ellos ahora controlaban.
A la Provincia se ingresaban y se exportaban productos de la región que no declaraban renta, pero que beneficiaban a las familias de esos negocios y generaba empleo (o trabajo). Este contrabandeo procede desde antes de las guerras civiles independentistas y se acentuó más por el descontento social producto del centralismo interno del Estado soberano.
El comercio generaba empleo y muchas rentas. Ser comerciante era el sueño más deseado por los habitantes, aunque todavía lo es en la Riohacha actual. La importación de productos industriales procedentes de Estados Unidos establecieron rutas marítimas que también compartían con el comercio directo con las Antillas Neerlandesas, además con Venezuela, del cual se importaban productos alimenticios carentes en la región. La ruta terrestre con Venezuela es casi la misma que existe hoy con ese país y que dio origen al comercio de la ciudad de Maicao en los años 1970.
Entre las exportaciones se destacaban las materias vegetales y los productos artesanales hechos con ella, además el cuero de vaca y chivo que era muy solicitado en EE. UU..
Económicamente, la provincia de Padilla poseía una economía autónoma y próspera, con varios puertos mercantes como el de Riohacha y los de la península de La Guajira. Una parte de los productos contrabandeados eran también comercializados por los wayúu.

### Actividades rurales
Los cultivos más importantes eran las frutas como la papaya, patilla y mango, y verduras como el plátano y bananas, yuca, auyama, frijol y maíz de muchas especies, ñame, sorgo, entre otros.
La ganadería bovina estaba reservada en las haciendas del sur de la Provincia. Los hacendados ostentaban poder y dinero, y podían ser influyentes en la política. Otra ganadería que se impulsaba en el tiempo era el pastoreo de chivo, y conejo y cerdo guajiro. La pesca era rentable debido a la riqueza de recursos hidrobiológicos, siendo la marina la más explotada con cayucos y remos en la cual se destacaban los wayúu.
La recolección más abundante era de cocos, plantas medicinales y leña para carbón vegetal. Las actividades de explotación eran la de sal, en las salinas de Manaure y las canteras. La explotación de oro que fue importante en la región en el siglo XVIII, decayó en esos años; pero otras piedras preciosas eran comerciadas por los arhuacos y koguis, que las recolectaban en la Sierra Nevada.

### La bonanza del dividivi
Hacia los años 1880, se incrementa la explotación forestal en la región. En ella se invirtieron capitales locales y de familias emigrantes de Europa y Medio Oriente, pero generaba una riqueza limitada solo a las familias pudientes, que comerciaban la madera hacia los países industrializados.
Las especies más explotada eran el dividivi, palo brasil, ebanal, ceibita, ceiba, mangles, roble, entre otros. La deforestación fue inadecuada e incontrolada, lo que provocaría problemas en los caudales de los ríos.